# Como (pokrajina)
Pokrajina Como (talijanski: Provincia di Como) je jedna od 110 talijanskih pokrajina, koja se nalazi u regiji Lombardija u Sjevernoj Italiji. 
Glavni grad pokrajine je istoimeni - Como od 82 045 stanovnika, udaljen 50 km sjeverno od Milana sjedišta regije. 

## Zemljopisne karakteristike
Pokrajina Como prostire se sjeverno od talijanske pokrajine Milano po obroncima Alpa do švicarske granice, uz obale jezera Como na površini od - 1 288 km². 
U pokrajini živi 586 735 stanovnika (2011. godine).

## Vanjske poveznice
- Službene stranice pokrajine Como (tal.)